# واری سلانی
واری سلانی (به اسپانیایی: Wari Sallani) یک کوه در پرو است که در Peru, Cusco Region واقع شده‌است. واری سلانی ۵٬۰۶۱ متر بالاتر از سطح دریا واقع شده‌است.